# Roger Wicker

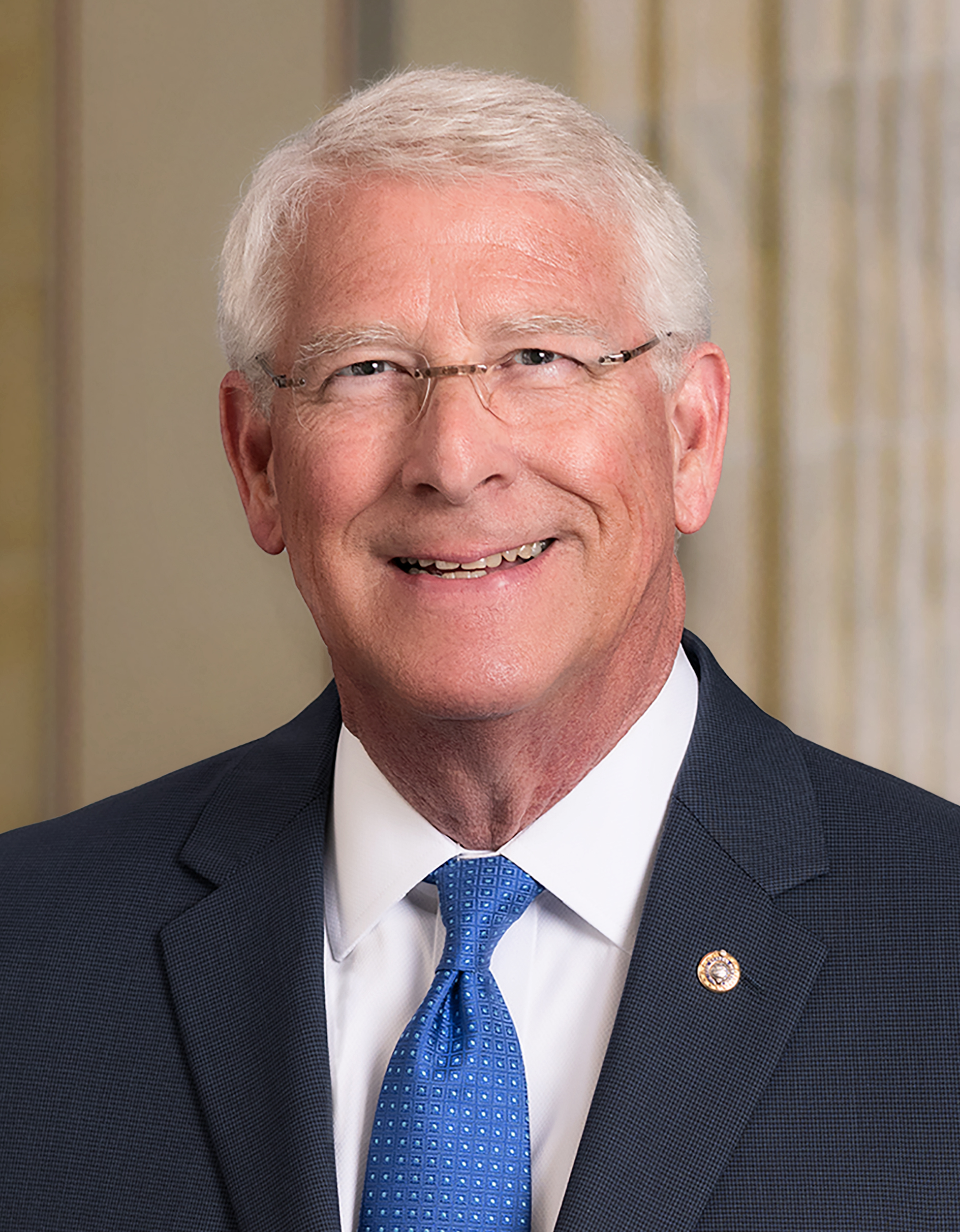
Roger Frederick Wicker em foto oficial para o senado 2018

Roger Frederick Wicker (nascido em 5 de julho de 1951) é um político e advogado americano, membro do Partido Republicano, exercendo atualmente o cargo de senador do Mississippi.

## Câmara dos Deputados
Wicker foi eleito para a Câmara em 1994, com 63% dos votos, representando o primeiro distrito do Mississippi, sendo reeleito em 1996, 1998, 2000, 2002 e 2004.

## Senado dos Estados Unidos
Wicker foi eleito para o senado em 2008, com 54,96% dos votos, desde então atua nos seguintes comitês: Gestão Pessoal, Defesa do Consumidor, Assuntos Europeus, Transporte, Desenvolvimento Internacional, entre outros.